# Tacca chantrieri
Tacca chantrieri là một loài thực vật có hoa trong họ Dioscoreaceae. Loài này được André miêu tả khoa học đầu tiên năm 1901.
Tacca chantrieri còn được gọi là Hoa dơi, Hoa quỷ dữ, Râu hùm hay Mèo đen thường sinh trưởng ở những vùng nhiệt đới. Nó mọc trong các khu rừng, thung lũng và dọc theo các con sông ở độ cao giữa 200 và 1300 mét. Nó thích ẩm, nhưng không ẩm ướt, địa điểm bán râm với nhiệt độ và độ ẩm cao.. Khi trưởng thành, cây cao khoảng 60 cm và mọc ra những bông hoa kèm theo các sợi dây nhỏ dài chừng 30 cm. Khi mới nở, hoa có màu trắng nhưng khi lớn, cánh hoa từ từ chuyển sang màu đen. Nó được tìm thấy ở các tỉnh của Trung Quốc và Đông Nam Á. Một số ít tìm thấy tại Ấn Độ, Sri Lanka, Bangladesh…